# Goran Ivanišević

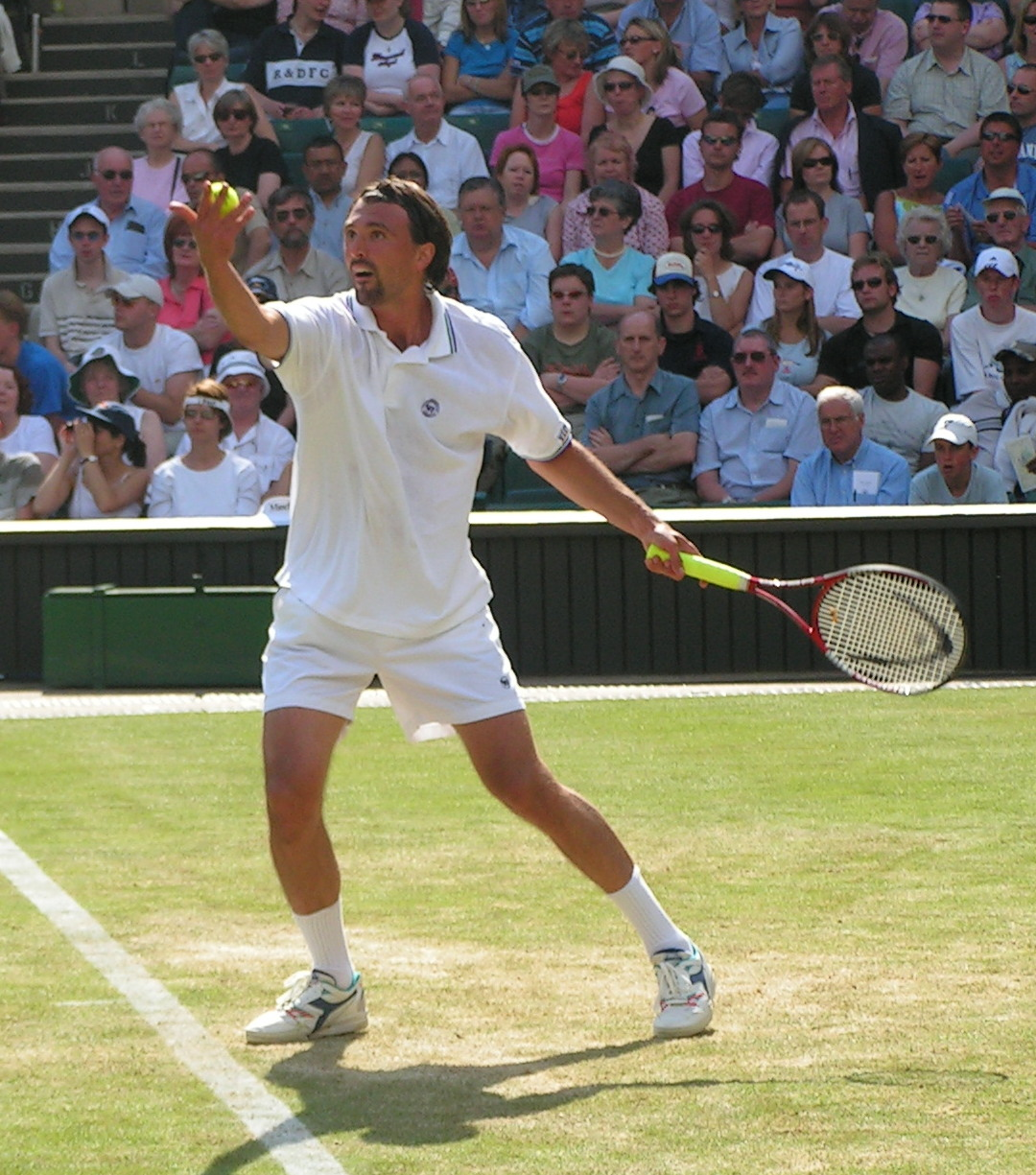
Ivanišević tijdens Wimbledon 2004

Goran Šimun Ivanišević (Split, 13 september 1971) is een voormalig professioneel tennisser uit Kroatië. In 2004 beëindigde hij zijn actieve tennisloopbaan. Hij nam nog wel enige tijd deel aan de ATP Tour of Champions.

## Loopbaan
Tot 2001 was Ivanišević een van de beste grasspelers ter wereld die Wimbledon nog nooit gewonnen hadden. Hij probeerde het echter nog één keer als nummer 125 van de wereld, toen hij in 2001 een wildcard ontving van de organisatie. Zijn overwinning op Patrick Rafter in de finale (na drie grandslamfinales verloren te hebben) was waarschijnlijk de emotioneelste ooit, voor zowel Goran als veel tennisliefhebbers over de hele wereld. Hij werd zo ook de eerste speler die Wimbledon wist te winnen met een wildcard. Bij zijn terugkeer in Kroatië werd Goran gehuldigd door meer dan 150.000 fans in zijn geboorteplaats Split. Dit was overigens ook zijn laatste overwinning op een ATP-toernooi.
Ivanišević speelde op 25 juni 2004, tijdens Wimbledon zijn laatste wedstrijd als proftennisser. Hij verloor in de derde ronde met 2-6, 3-6 en 4-6 van Lleyton Hewitt.
Zijn spel werd met name gekenmerkt door zijn service/volley-spel en zijn harde opslag.

## Palmares

### Enkelspel
| Nr.              | Datum             | Toernooi             | Ondergrond    | Tegenstander in finale | Score                         |         |
| ---------------- | ----------------- | -------------------- | ------------- | ---------------------- | ----------------------------- | ------- |
| gewonnen finales |                   |                      |               |                        |                               |         |
| 1.               | 22 juli 1990      | ATP Stuttgart        | Gravel        | Guillermo Perez-Roldan | 6-7, 6-1, 6-4, 7-6            | details |
| 2.               | 23 juni 1991      | ATP Manchester       | Gras          | Pete Sampras           | 6-4, 6-4                      | details |
| 3.               | 5 januari 1992    | ATP Adelaide         | Hardcourt     | Christian Bergström    | 1-6, 7-6(5), 6-4              | details |
| 4.               | 23 februari 1992  | ATP Stuttgart indoor | Tapijt (i)    | Stefan Edberg          | 6-7(5), 6-3, 6-4, 6-4         | details |
| 5.               | 11 oktober 1992   | ATP Sydney Indoor    | Hardcourt (i) | Stefan Edberg          | 6-4, 6-2, 6-4                 | details |
| 6.               | 1 november 1992   | ATP Stockholm        | Tapijt (i)    | Guy Forget             | 7-6(2), 4-6, 7-6(5), 6-2      | details |
| 7.               | 19 september 1993 | ATP Boekarest        | Gravel        | Andrej Tsjerkasov      | 6-2, 7-6(5)                   | details |
| 8.               | 24 oktober 1993   | ATP Wenen (1)        | Tapijt (i)    | Thomas Muster          | 4-6, 6-4, 6-4, 7-6(2)         | details |
| 9.               | 7 november 1993   | ATP Parijs           | Hardcourt (i) | Andrej Medvedev        | 6-4, 6-2, 7-6(2)              | details |
| 10.              | 7 augustus 1994   | ATP Kitzbühel        | Gravel        | Fabrice Santoro        | 6-2, 4-6, 4-6, 6-3, 6-2       | details |
| 11.              | 16 oktober 1994   | ATP Tokio            | Tapijt (i)    | Michael Chang          | 6-4, 6-4                      | details |
| 12.              | 17 december 1995  | Grand Slam Cup       | Tapijt (i)    | Todd Martin            | 7-6, 6-3, 6-4                 | details |
| 13.              | 4 februari 1996   | ATP Zagreb           | Tapijt (i)    | Cédric Pioline         | 3-6, 6-3, 6-2                 | details |
| 14.              | 18 februari 1996  | ATP Dubai            | Hardcourt     | Albert Costa           | 6-4, 6-3                      | details |
| 15.              | 3 maart 1996      | ATP Milaan (1)       | Tapijt (i)    | Marc Rosset            | 6-3, 7-6(3)                   | details |
| 16.              | 10 maart 1996     | ATP Rotterdam        | Tapijt (i)    | Jevgeni Kafelnikov     | 6-4, 3-6, 6-3                 | details |
| 17.              | 10 november 1996  | ATP Moskou           | Tapijt (i)    | Jevgeni Kafelnikov     | 3-6, 6-1, 6-3                 | details |
| 18.              | 2 februari 1997   | ATP Zagreb           | Tapijt (i)    | Greg Rusedski          | 7-6(4), 4-6, 7-6(6)           | details |
| 19.              | 2 maart 1997      | ATP Milaan (2)       | Tapijt (i)    | Sergi Bruguera         | 6-2, 6-2                      | details |
| 20.              | 12 oktober 1997   | ATP Wenen (2)        | Tapijt (i)    | Greg Rusedski          | 3-6, 6-7(4), 7-6(4), 6-2, 6-3 | details |
| 21.              | 8 februari 1998   | ATP Split            | Tapijt (i)    | Greg Rusedski          | 7-6(3), 7-6(5)                | details |
| 22.              | 8 juli 2001       | Wimbledon            | Gras          | Patrick Rafter         | 6-3, 3-6, 6-3, 2-6, 9-7       | details |
| verloren finales |                   |                      |               |                        |                               |         |
| 1.               | 28 mei 1989       | ATP Florence         | Gravel        | Horacio de la Peña     | 4-6, 3-6                      | details |
| 2.               | 20 mei 1990       | ATP Umag             | Gravel        | Goran Prpić            | 3-6, 6-4, 4-6                 | details |
| 3.               | 26 augustus 1990  | ATP Long Island      | Hardcourt     | Stefan Edberg          | 6-7, 3-6                      | details |
| 4.               | 16 september 1990 | ATP Bordeaux         | Gravel        | Guy Forget             | 4-6, 3-6                      | details |
| 5.               | 30 september 1990 | ATP Bazel            | Hardcourt (i) | John McEnroe           | 7-6, 6-4, 6-7, 3-6, 4-6       | details |
| 6.               | 18 augustus 1991  | ATP New Haven        | Hardcourt     | Petr Korda             | 4-6, 2-6                      | details |
| 7.               | 9 februari 1992   | ATP Milaan           | Tapijt (i)    | Omar Camporese         | 6-3, 3-6, 4-6                 | details |
| 8.               | 5 juli 1992       | Wimbledon            | Gras          | Andre Agassi           | 7-6(8), 4-6, 4-6, 6-1, 4-6    | details |
| 9.               | 10 januari 1993   | ATP Doha             | Hardcourt     | Boris Becker           | 6-7(4), 6-4, 5-7              | details |
| 10.              | 16 mei 1993       | ATP Rome             | Gravel        | Jim Courier            | 1-6, 2-6, 2-6                 | details |
| 11.              | 31 oktober 1993   | ATP Stockholm        | Tapijt (i)    | Michael Stich          | 6-4, 6-7(6), 6-7(3), 2-6      | details |
| 12.              | 20 februari 1994  | ATP Stuttgart indoor | Tapijt (i)    | Stefan Edberg          | 6-4, 4-6, 2-6, 2-6            | details |
| 13.              | 3 juli 1994       | Wimbledon            | Gras          | Pete Sampras           | 6-7(2), 6-7(5), 0-6           | details |
| 14.              | 18 september 1994 | ATP Boekarest        | Gravel        | Franco Davín           | 2-6, 4-6                      | details |
| 15.              | 30 oktober 1994   | ATP Stockholm        | Tapijt (i)    | Boris Becker           | 6-4, 4-6, 3-6, 6-7(4)         | details |
| 16.              | 14 mei 1995       | ATP Hamburg          | Gravel        | Andrej Medvedev        | 3-6, 2-6, 1-6                 | details |
| 17.              | 14 januari 1996   | ATP Sydney           | Hardcourt     | Todd Martin            | 7-5, 3-6, 4-6                 | details |
| 18.              | 25 februari 1996  | ATP Antwerpen        | Tapijt (i)    | Michael Stich          | 3-6, 2-6, 6-7(5)              | details |
| 19.              | 31 maart 1996     | ATP Miami            | Hardcourt     | Andre Agassi           | 0-3, opgave                   | details |
| 20.              | 18 augustus 1996  | ATP Indianapolis     | Hardcourt     | Pete Sampras           | 6-7(3), 5-7                   | details |
| 21.              | 8 december 1996   | Grand Slam Cup       | Tapijt (i)    | Boris Becker           | 3-6, 4-6, 4-6                 | details |
| 22.              | 16 februari 1997  | ATP Dubai            | Hardcourt     | Thomas Muster          | 5-7, 6-7(3)                   | details |
| 23.              | 15 juni 1997      | ATP Londen           | Gras          | Mark Philippoussis     | 5-7, 3-6                      | details |
| 24.              | 5 juli 1998       | Wimbledon            | Gras          | Pete Sampras           | 7-6(2), 6-7(9), 4-6, 6-3, 2-6 | details |
| 25.              | 23 augustus 1998  | ATP New Haven        | Hardcourt     | Karol Kučera           | 4-6, 7-5, 2-6                 | details |
| 26.              | 11 oktober 1998   | ATP Shanghai         | Tapijt (i)    | Michael Chang          | 6-4, 1-6, 2-6                 | details |
| 27.              | 15 november 1998  | ATP Moskou           | Tapijt (i)    | Jevgeni Kafelnikov     | 6-7(2), 6-7(5)                | details |

### Dubbelspel
| Nr.                                       | Datum             | Toernooi        | Ondergrond | Partner          | Tegenstanders in finale             | Score         |         |
| ----------------------------------------- | ----------------- | --------------- | ---------- | ---------------- | ----------------------------------- | ------------- | ------- |
| gewonnen finales mannendubbelspel         |                   |                 |            |                  |                                     |               |         |
| 1.                                        | 23 oktober 1988   | ATP Frankfurt   | Tapijt (i) | Rudiger Haas     | Jeremy Bates Tom Nijssen            | 1-6, 7-5, 6-3 | details |
| 2.                                        | 10 februari 1991  | ATP Milaan (1)  | Tapijt (i) | Omar Camporese   | Tom Nijssen Cyril Suk               | 6-4, 7-6      | details |
| 3.                                        | 19 mei 1991       | ATP Rome        | Gravel     | Omar Camporese   | Luke Jensen Laurie Warder           | 6-2, 6-3      | details |
| 4.                                        | 23 juni 1991      | ATP Manchester  | Gras       | Omar Camporese   | Nick Brown Andrew Castle            | 6-4, 6-3      | details |
| 5.                                        | 5 januari 1992    | ATP Adelaide    | Hardcourt  | Marc Rosset      | Mark Kratzmann Jason Stoltenberg    | 7-6, 7-6      | details |
| 6.                                        | 17 september 1995 | ATP Bordeaux    | Hardcourt  | Sasa Hirszon     | Henrik Holm Danny Sapsford          | 6-3, 6-4      | details |
| 7.                                        | 3 maart 1996      | ATP Milaan (2)  | Tapijt (i) | Andreau Gaudenzi | Guy Forget Jakob Hlasek             | 6-4, 7-5      | details |
| 8.                                        | 2 februari 1997   | ATP Zagreb      | Tapijt (i) | Sasa Hirszon     | Brent Haygarth Mark Kell            | 6-4, 6-3      | details |
| 9.                                        | 16 februari 1997  | ATP Dubai       | Hardcourt  | Sander Groen     | Sandon Stolle Cyril Suk             | 7-6, 6-3      | details |
| verloren finales mannendubbelspel         |                   |                 |            |                  |                                     |               |         |
| 1.                                        | 1 oktober 1989    | ATP Palermo     | Gravel     | Diego Nargiso    | Peter Ballauf Rudiger Haas          | 2-6, 7-6, 4-6 | details |
| 2.                                        | 18 februari 1990  | ATP Brussel     | Tapijt (i) | Balázs Taróczy   | Emilio Sanchez Slobodan Zivojinovic | 5-7, 3-6      | details |
| 3.                                        | 10 juni 1990      | Roland Garros   | Gravel     | Petr Korda       | Sergio Casal Emilio Sanchez         | 5-7, 3-6      | details |
| 4.                                        | 19 augustus 1990  | ATP New Haven   | Hardcourt  | Petr Korda       | Jeff Brown Scott Melville           | 6-2, 5-7, 0-6 | details |
| 5.                                        | 21 juli 1991      | ATP Stuttgart   | Gravel     | Omar Camporese   | Wally Masur Emilio Sanchez          | 6-4, 3-6, 4-6 | details |
| 6.                                        | 14 juni 1992      | ATP Londen      | Gras       | Diego Nargiso    | John Fitzgerald Anders Järryd       | 4-6, 6-7      | details |
| 7.                                        | 16 april 1995     | ATP Barcelona   | Gravel     | Andrea Gaudenzi  | Trevor Kronemann David Macpherson   | 2-6, 4-6      | details |
| 8.                                        | 6 augustus 1995   | ATP Los Angeles | Hardcourt  | Scott Davis      | Brent Haygarth Kent Kinnear         | 4-6, 6-7      | details |
| 9.                                        | 6 juni 1999       | Roland Garros   | Gravel     | Jeff Tarango     | Mahesh Bhupathi Leander Paes        | 2-6, 5-7      | details |
| 10.                                       | 1 augustus 1999   | ATP Los Angeles | Hardcourt  | Brian MacPhie    | Byron Black Wayne Ferreira          | 2-6, 6-7(4)   | details |
| gewonnen finales heren dubbel challengers |                   |                 |            |                  |                                     |               |         |
| 1.                                        | 27 november 1988  | München         | Tapijt (i) | Igor Flego       | Martin Sinner Michael Stich         | 6-4, 6-4      |         |
| 2.                                        | 29 januari 1995   | Heilbronn       | Tapijt (i) | Sasa Hirszon     | Martin Sinner Joost Winnink         | 6-4, 6-4      |         |

## Resultaten grote toernooien
| Legenda | Legenda                          |
| ------- | -------------------------------- |
| g.t.    | geen toernooi gehouden           |
| l.c.    | lagere categorie                 |
| –       | niet deelgenomen                 |
| G       | uitgeschakeld in de groepsfase   |
| 1R      | uitgeschakeld in de eerste ronde |
| 2R      | uitgeschakeld in de tweede ronde |
| 3R      | uitgeschakeld in de derde ronde  |
| 4R      | uitgeschakeld in de vierde ronde |
| KF      | uitgeschakeld in de kwartfinale  |
| HF      | uitgeschakeld in de halve finale |
| F       | de finale verloren               |
| W       | het toernooi gewonnen            |
| w-v     | winst/verlies-balans             |

### Enkelspel
| Toernooi              | 1988                        | 1989                        | 1990   | 1991   | 1992  | 1993   | 1994   | 1995   | 1996  | 1997   | 1998   | 1999   | 2000  | 2001   | 2002   | 2003   | 2004 | w-v     |
| --------------------- | --------------------------- | --------------------------- | ------ | ------ | ----- | ------ | ------ | ------ | ----- | ------ | ------ | ------ | ----- | ------ | ------ | ------ | ---- | ------- |
| Grandslamtoernooien   |                             |                             |        |        |       |        |        |        |       |        |        |        |       |        |        |        |      |         |
| Australian Open       | –                           | KF                          | 1R     | 3R     | 2R    | –      | KF     | 1R     | 3R    | KF     | 1R     | –      | 2R    | –      | 2R     | –      | –    | 19-11   |
| Roland Garros         | –                           | 4R                          | KF     | 2R     | KF    | 3R     | KF     | 1R     | 4R    | 1R     | 1R     | 1R     | 1R    | –      | –      | –      | –    | 21-12   |
| Wimbledon             | 1R                          | 2R                          | HF     | 2R     | F     | 3R     | F      | HF     | KF    | 2R     | F      | 4R     | 1R    | W      | –      | –      | 3R   | 49-14   |
| US Open               | –                           | 2R                          | 3R     | 4R     | 3R    | 2R     | 1R     | 1R     | HF    | 1R     | 4R     | 3R     | 1R    | 3R     | –      | –      | –    | 21-13   |
| winst-verlies         | 0-1                         | 9-4                         | 11-4   | 7-4    | 13-4  | 5-3    | 14-4   | 5-4    | 14-4  | 5-4    | 9-4    | 5-3    | 1-4   | 9-1    | 1-1    | 0-0    | 2-1  | 110-50  |
| Tennis Masters Cup    |                             |                             |        |        |       |        |        |        |       |        |        |        |       |        |        |        |      |         |
| ATP World Tour Finals | –                           | –                           | –      | –      | HF    | HF     | G      | –      | HF    | –      | –      | –      | –     | G      | –      | –      | –    | 8-10    |
| ATP Masters 1000      |                             |                             |        |        |       |        |        |        |       |        |        |        |       |        |        |        |      |         |
| Indian Wells          | Geen Masters 1000 Voor 1990 | Geen Masters 1000 Voor 1990 | 3R     | 2R     | 2R    | 2R     | 2R     | –      | HF    | 2R     | 1R     | 2R     | 2R    | 3R     | –      | 1R     | –    | 9-12    |
| Miami                 | Geen Masters 1000 Voor 1990 | Geen Masters 1000 Voor 1990 | 3R     | –      | 3R    | 2R     | KF     | –      | F     | KF     | 4R     | 2R     | 3R    | 2R     | 2R     | –      | 2R   | 19-12   |
| Monte Carlo           | Geen Masters 1000 Voor 1990 | Geen Masters 1000 Voor 1990 | 2R     | 3R     | –     | 2R     | KF     | HF     | 2R    | –      | 1R     | 1R     | 1R    | –      | –      | –      | 1R   | 8-11    |
| Hamburg               | Geen Masters 1000 Voor 1990 | Geen Masters 1000 Voor 1990 | 2R     | 3R     | –     | 2R     | KF     | HF     | 2R    | –      | 1R     | 1R     | 1R    | –      | –      | –      | 1R   | 8-10    |
| Rome                  | Geen Masters 1000 Voor 1990 | Geen Masters 1000 Voor 1990 | –      | 1R     | 1R    | F      | HF     | HF     | 3R    | HF     | 1R     | 1R     | 1R    | 1R     | –      | –      | 1R   | 19-11   |
| Montréal/Toronto      | Geen Masters 1000 Voor 1990 | Geen Masters 1000 Voor 1990 | –      | –      | –     | –      | –      | 3R     | 2R    | 3R     | 3R     | 1R     | –     | –      | –      | –      | –    | 4-5     |
| Cincinnati            | Geen Masters 1000 Voor 1990 | Geen Masters 1000 Voor 1990 | –      | –      | –     | –      | –      | –      | –     | –      | –      | –      | 1R    | 2R     | 2R     | –      | 2R   | 6-7     |
| Stockholm             | Geen Masters 1000 Voor 1990 | Geen Masters 1000 Voor 1990 | KF     | KF     | W     | F      | F      | l.c.   | l.c.  | l.c.   | l.c.   | l.c.   | l.c.  | l.c.   | l.c.   | l.c.   | l.c. | 17-4    |
| Stuttgart             | Geen Masters 1000 Voor 1990 | Geen Masters 1000 Voor 1990 | l.c.   | l.c.   | l.c.  | l.c.   | l.c.   | 2R     | KF    | 2R     | KF     | 1R     | 1R    | 3R     | l.c.   | l.c.   | l.c. | 5-7     |
| Madrid                | Geen Masters 1000 Voor 1990 | Geen Masters 1000 Voor 1990 | l.c.   | l.c.   | l.c.  | l.c.   | l.c.   | l.c.   | l.c.  | l.c.   | l.c.   | l.c.   | l.c.  | l.c.   | –      | –      | –    | 0-0     |
| Parijs                | Geen Masters 1000 Voor 1990 | Geen Masters 1000 Voor 1990 | 3R     | 3R     | HF    | W      | KF     | 2R     | 2R    | –      | 2R     | –      | –     | 2R     | –      | –      | –    | 12-8    |
| Olympische Spelen     |                             |                             |        |        |       |        |        |        |       |        |        |        |       |        |        |        |      |         |
| Olympische Spelen     | 1R                          | n.v.t.                      | n.v.t. | n.v.t. | HF    | n.v.t. | n.v.t. | n.v.t. | 1R    | n.v.t. | n.v.t. | n.v.t. | 1R    | n.v.t. | n.v.t. | n.v.t. | –    | 4-4     |
| Statistieken          |                             |                             |        |        |       |        |        |        |       |        |        |        |       |        |        |        |      |         |
| titels per jaar       | 0                           | 0                           | 1      | 1      | 4     | 3      | 2      | 1      | 5     | 3      | 1      | 0      | 0     | 1      | 0      | 0      | 0    | 22      |
| totaal winst-verlies  | 1-4                         | 31-26                       | 51-23  | 41-23  | 61-19 | 54-21  | 65-27  | 46-24  | 77-26 | 53-22  | 44-28  | 22-26  | 14-22 | 29-22  | 6-7    | 0-3    | 4-10 | 599-333 |
| eindejaarsranking     | 371                         | 40                          | 9      | 16     | 4     | 7      | 5      | 10     | 4     | 15     | 12     | 62     | 129   | 12     | 243    | 657    | 266  |         |

### Mannendubbelspel
| Toernooi              | 1989       | 1990   | 1991   | 1992  | 1993   | 1994   | 1995   | 1996  | 1997   | 1998   | 1999   | 2000  | 2001   | 2002   | 2003   | 2004 | w-v     |
| --------------------- | ---------- | ------ | ------ | ----- | ------ | ------ | ------ | ----- | ------ | ------ | ------ | ----- | ------ | ------ | ------ | ---- | ------- |
| Grandslamtoernooien   |            |        |        |       |        |        |        |       |        |        |        |       |        |        |        |      |         |
| Australian Open       | 1R         | 2R     | 1R     | 1R    | –      | 2R     | –      | –     | 1R     | 1R     | –      | 1R    | –      | –      | –      | –    | 2-7     |
| Roland Garros         | 3R         | F      | 2R     | 1R    | KF     | –      | –      | –     | 1R     | 1R     | F      | 2R    | –      | –      | –      | –    | 17-9    |
| Wimbledon             | 3R         | 1R     | 2R     | 1R    | 3R     | –      | –      | –     | –      | –      | –      | –     | –      | –      | –      | –    | 5-5     |
| US Open               | 3R         | 2R     | 2R     | 2R    | 2R     | –      | –      | 2R    | KF     | 1R     | 1R     | –     | –      | –      | –      | –    | 10-8    |
| winst-verlies         | 6-4        | 7-4    | 3-4    | 1-4   | 6-3    | 1-1    | 0-0    | 1-1   | 3-3    | 0-3    | 5-2    | 1-2   | 0-0    | 0-0    | 0-0    | 0-0  | 34-29   |
| Tennis Masters Cup    |            |        |        |       |        |        |        |       |        |        |        |       |        |        |        |      |         |
| ATP World Tour Finals | –          | –      | –      | –     | –      | –      | –      | –     | –      | –      | –      | –     | –      | –      | –      | –    | 0-0     |
| ATP Masters 1000      |            |        |        |       |        |        |        |       |        |        |        |       |        |        |        |      |         |
| Indian Wells          | Geen M1000 | 1R     | 1R     | 1R    | –      | 2R     | –      | 2R    | –      | 2R     | –      | 2R    | –      | 1R     | –      | –    | 4-8     |
| Miami                 | Geen M1000 | 2R     | –      | –     | 3R     | 3R     | –      | –     | 2R     | 3R     | 1R     | 3R    | –      | –      | –      | –    | 10-7    |
| Monte Carlo           | Geen M1000 | 1R     | 1R     | –     | 1R     | 1R     | KF     | 2R    | –      | –      | –      | 1R    | –      | –      | –      | –    | 3-7     |
| Hamburg               | Geen M1000 | 2R     | 2R     | 1R    | –      | 2R     | –      | 2R    | –      | 1R     | –      | 1R    | –      | –      | –      | –    | 4-7     |
| Rome                  | Geen M1000 | –      | W      | HF    | KF     | 1R     | KF     | 2R    | 1R     | HF     | 1R     | 1R    | –      | –      | –      | 1R   | 16-10   |
| Montréal/Toronto      | Geen M1000 | –      | –      | –     | –      | –      | 1R     | 1R    | 1R     | 2R     | KF     | –     | –      | –      | –      | –    | 3-5     |
| Cincinnati            | Geen M1000 | –      | –      | –     | 1R     | –      | 1R     | 1R    | 1R     | –      | 1R     | –     | 1R     | –      | –      | –    | 0-6     |
| Stockholm             | Geen M1000 | KF     | 2R     | 2R    | –      | –      | l.c.   | l.c.  | l.c.   | l.c.   | l.c.   | l.c.  | l.c.   | l.c.   | l.c.   | l.c. | 3-3     |
| Stuttgart             | Geen M1000 | l.c.   | l.c.   | l.c.  | l.c.   | l.c.   | 1R     | HF    | –      | HF     | 1R     | KF    | 1R     | l.c.   | l.c.   | l.c. | 8-6     |
| Madrid                | Geen M1000 | l.c.   | l.c.   | l.c.  | l.c.   | l.c.   | l.c.   | l.c.  | l.c.   | l.c.   | l.c.   | l.c.  | –      | –      | –      | 0-0  |         |
| Parijs                | Geen M1000 | 1R     | 2R     | 2R    | –      | –      | 1R     | –     | –      | –      | –      | –     | –      | –      | –      | –    | 2-4     |
| Olympische Spelen     |            |        |        |       |        |        |        |       |        |        |        |       |        |        |        |      |         |
| Olympische Spelen     | n.v.t.     | n.v.t. | n.v.t. | HF    | n.v.t. | n.v.t. | n.v.t. | KF    | n.v.t. | n.v.t. | n.v.t. | 1R    | n.v.t. | n.v.t. | n.v.t. | –    | 5-3     |
| Statistieken          |            |        |        |       |        |        |        |       |        |        |        |       |        |        |        |      |         |
| titels per jaar       | 1          | 0      | 0      | 3     | 1      | 0      | 0      | 1     | 1      | 2      | 0      | 0     | 0      | 0      | 0      | 0    | 9       |
| totaal winst-verlies  | 28-21      | 26-22  | 31-18  | 25-18 | 10-7   | 14-12  | 21-18  | 22-17 | 19-17  | 17-19  | 15-15  | 12-16 | 4-7    | 2-2    | 1-0    | 2-3  | 262-225 |
| eindejaarsranking     | 49         | 31     | 24     | 42    | 111    | 122    | 58     | 59    | 69     | 68     | 51     | 125   | 493    | 1137   | -      | 542  |         |